# Robert Kuwałek
Robert Kuwałek, né en 1966 à Lublin (Pologne), mort le 5 juin 2014 (à 48 ans) à Lviv (Ukraine) est un historien polonais, connu pour son travail sur l'histoire de la communauté juive de la région de Lublin et sur l'Holocauste.

## Biographie
Robert Kuwałek fait ses études d'histoire à l'Université catholique de Lublin. En 1990, il soutient son mémoire de fin d'études intitulé L'organisation des sionistes à Lublin dans les années 1926-1939 sous la direction de Ryszard Bender (pl).
Ses études portent essentiellement sur l'histoire de la communauté juive et l'histoire de l'Holocauste, en particulier dans les régions de Lublin et Lviv/Lwów.
Depuis 1999, il travaille au département de recherches historiques du musée d'État de Majdanek.
Sa thèse de doctorat, sous la direction de Zygmunt Mańkowski (pl), soutenue en 1999, porte sur La communauté juive de Lublin, dans les années 1821-1914 : le fonctionnement des institutions locales juives religieuses et laïques.
Il fonde puis dirige de 2002 à 2004 le Mémorial du camp d'extermination de Bełżec.
Il est vice-président de l'Association d'amitié Israël - Pologne de Lublin et un des rédacteurs du livre des Juste parmi les nations consacré aux Polonais.
Il est mort brusquement au cours d'un déplacement à Lviv en Ukraine occidentale le 5 juin 2014.